# Thomas Haden Church
Thomas Haden Church (născut Thomas Richard McMillen, n. 17 iunie 1960, Woodland⁠(d), California, SUA) este un actor, regizor și scriitor american. După ce a jucat în sitcomul Wings din anii 1990, Church a devenit cunoscut pentru rolurile sale de film, printre care și performanța nominalizată la Oscar în Sideways și rolul său de Sandman în Omul-păianjen 3. De asemenea, a debutat în regie cu Rolling Kansas.

## Filmografie

### Film
| An   | Titlu                    | Rol                            | Note                             |
| ---- | ------------------------ | ------------------------------ | -------------------------------- |
| 1990 | Gypsy Angels             | Roommate                       | Versiunea din 1989 Nemenționat   |
| 1993 | Tombstone                | Billy Clanton                  |                                  |
| 1995 | Demon Knight             | Roach                          |                                  |
| 1997 | George of the Jungle     | Lyle Van de Groot              |                                  |
| 1997 | One Night Stand          | Don                            |                                  |
| 1998 | Susan's Plan             | Dr. Chris Stillman             |                                  |
| 1998 | Free Money               | Larry Lundstrom                |                                  |
| 1999 | Goosed                   | Steven Troy                    |                                  |
| 2000 | The Specials             | The Strobe                     |                                  |
| 2001 | 3000 Miles to Graceland  | US Marshal Quigley             |                                  |
| 2001 | Monkeybone               | Death's Assistant              | Nemenționat                      |
| 2002 | Lone Star State of Mind  | Killer                         |                                  |
| 2002 | The Badge                | David Hardwick                 |                                  |
| 2003 | Rolling Kansas           | Agent Madsen / Trooper         | Nemenționat Și scenarist/regizor |
| 2003 | George of the Jungle 2   | Lyle Van de Groot              | Direct pe video                  |
| 2004 | Serial Killing 4 Dummys  | Vince Grimaldi                 |                                  |
| 2004 | Sideways                 | Jack Cole                      |                                  |
| 2004 | Spanglish                | Mike                           |                                  |
| 2006 | Over the Hedge           | Dwayne                         | Rol de voce                      |
| 2006 | Idiocracy                | Brawndo CEO                    |                                  |
| 2006 | Charlotte's Web          | Brooks                         | Rol de voce                      |
| 2007 | Spider-Man 3             | Flint Marko / Sandman          |                                  |
| 2008 | Smart People             | Chuck Wetherhold               |                                  |
| 2009 | Don McKay                | Don McKay                      | Și producător executiv           |
| 2009 | Imagine That             | Johnny Whitefeather            |                                  |
| 2009 | Aliens in the Attic      | Tazer                          | Rol de voce                      |
| 2009 | All About Steve          | Hartman                        |                                  |
| 2010 | Easy A                   | Mr. Griffith                   |                                  |
| 2011 | Another Happy Day        | Paul                           |                                  |
| 2011 | Killer Joe               | Ansel Smith                    |                                  |
| 2011 | We Bought a Zoo          | Duncan Mee                     |                                  |
| 2012 | John Carter              | Tal Hajus                      |                                  |
| 2013 | Whitewash                | Bruce Landry                   |                                  |
| 2013 | Lucky Them               | Charlie                        |                                  |
| 2014 | Heaven Is for Real       | Jay Wilkins                    |                                  |
| 2015 | Max                      | Ray Wincott                    |                                  |
| 2015 | Daddy's Home             | Leo Holt                       |                                  |
| 2016 | Cardboard Boxer          | Willie                         |                                  |
| 2017 | Crash Pad                | Grady Dott                     |                                  |
| 2019 | The Peanut Butter Falcon | Clint / The Salt Water Redneck |                                  |
| 2019 | Hellboy                  | Lobster Johnson                |                                  |
| 2020 | The 24th                 | Col. Norton                    |                                  |
| 2021 | Spider-Man: No Way Home  | Flint Marko / Sandman          |                                  |

### Televiziune
| An        | Titlu                                 | Rol                   | Note                                                 |
| --------- | ------------------------------------- | --------------------- | ---------------------------------------------------- |
| 1989      | Protect and Surf                      | Dwight Jesmer         | Film TV                                              |
| 1989      | 21 Jump Street                        | Tony                  | Episodul: "Eternal Flame"                            |
| 1989      | Cheers                                | Gordie Brown          | Episodul: "Death Takes a Holiday on Ice"             |
| 1989      | China Beach                           | Jack Daniels          | Episodul: "China Man"                                |
| 1989      | Booker                                | Leon Ross             | 2 episoade                                           |
| 1990–1995 | Wings                                 | Lowell Mather         | 123 episoade                                         |
| 1992      | Flying Blind                          | Jonathan              | 2 episoade                                           |
| 1993      | Fugitive Nights: Danger in the Desert | Nelson Hareem         | film TV                                              |
| 1995–1997 | Ned and Stacey                        | Ned Dorsey            | 46 episoade                                          |
| 1995      | Partners                              | Ned Dorsey            | Episodul: "City Hall"                                |
| 1998      | Mr. Murder                            | Drew Oslett, Jr.      | film TV                                              |
| 2001      | Gary & Mike                           | Additional voices     | Episodul: "Washington D.C."                          |
| 2001      | The Cartoon Cartoon Show              | Doo Dah (voce)        | Episodul: "Yee Hah & Doo Dah: Bronco Breakin' Boots" |
| 2001      | Going to California                   | Schwee                | Episodul: "Apocalypse Cow"                           |
| 2003      | Miss Match                            | Andrew Horn           | Episodul: "Matchmaker, Matchmaker; Nemenționat       |
| 2003      | Lucky                                 | Bobby Blaine          | Episodul: "The Method"                               |
| 2004      | Teen Titans                           | Killer Moth (voce)    | Episodul: "Date with Destiny"                        |
| 2006      | Broken Trail                          | Tom Harte             | Television miniseries; 2 episoade                    |
| 2010      | Zombie Roadkill                       | Ranger Chet Masterson | Television miniseries; 6 episoade                    |
| 2012      | Regular Show                          | Quillgin (voce)       | Episodul: "The Christmas Special"                    |
| 2016–2019 | Divorce                               | Robert Dufresne       | 24 episoade; Și producător executiv                  |
| 2021      | Nature                                | Narrator              | Episodul: "Big Bend: The Wild Frontier of Texas"     |

### Jocuri video
| An   | Titlu        | Rol de voce           | Note                                      |
| ---- | ------------ | --------------------- | ----------------------------------------- |
| 1990 | Ys           | Goban Toba            | English dub; Credited as Thomas H. Church |
| 2007 | Spider-Man 3 | Flint Marko / Sandman |                                           |